# Родина или смерть (фильм, 2007)
«Родина или смерть» (бел. Радзіма або смерць) — художественный фильм о советских детях-диверсантах завербованных немецкими спецслужбами для диверсий на территории СССР во время Великой Отечественной войны.

## Сюжет
Осенью 1942 года в прифронтовом районе СССР происходит крупная железнодорожная диверсия — подрыв советского воинского эшелона. Мгновенная реакция НКВД и контрразведки даёт свои результаты: выясняется, что в районе действует переброшенная через лесную болотистую местность группа подростков-диверсантов из лагеря, созданного немцами на оккупированной ими территории на базе не успевшего эвакуироваться детского дома для детей ЧСИР репрессированных советских граждан.
Развернув свою пропаганду в контексте всех известных преступлений Советской власти, немцы планируют превратить детей в слепое орудие своей воли, направленное на совершение диверсий в тылу РККА…
Их план даёт сбой, когда один из переправленных в советский тыл диверсантов, 12-летний сын пропавшего без вести полярника, Данька Фролов по кличке «Крыса», использует полученную для организации взрыва гарнизонного клуба мину совсем с другой целью… Схватив «Крысу», нацисты приказывают юным диверсантам, которые сочувствуют его поступку и не желают служить оккупантам (до этого мальчишки тайно казнят единственного из своих рядов, кто на самом деле выполнил задание врага), похоронить мальчика заживо для устрашения других… Дети отказываются, им грозит смерть.
В то же время в тыл немцев с целью ликвидации лагеря подготовки диверсантов направляется разведгруппа, в состав которой включена старший лейтенант НКВД Дина Старостина, начальник отдела по борьбе с детской преступностью, первая сумевшая выявить среди беспризорных подростка-диверсанта Мухина и раскрывшая тайные планы немцев. Разведчики врываются в лагерь перед казнью, вступают в бой с врагом и потеряв половину личного состава, спасают от гибели Даньку и многих других детей…

## В ролях
| Актёр                | Роль                                    |
| -------------------- | --------------------------------------- |
| Владислав Вьюжанин   | Данька Фролов, агент Крыса              |
| Екатерина Редникова  | Дина Старостина, старший лейтенант НКВД |
| Оксана Лесная        | фрау Хинце                              |
| Алеся Карань         | Ружинская                               |
| Фёдор Попов          | полковник НКВД                          |
| Андрей Добровольский | Динтер                                  |
| Виктор Немец         | Клочков                                 |
| Денис Никитик        | Смоляр                                  |
| Дмитрий Пустильник   | Юдаев                                   |
| Илья Юденко          | немецкий солдат                         |
| Евгений Бахар        | майор Шаубе                             |
| Владимир Свирский    | Волынец                                 |
| Юрий Шеланков        | Ларионов                                |
| Максим Кречетов      | Веригин                                 |
| Кирилл Новицкий      | Демченко                                |
| Денис Тарасенко      | Крюгер                                  |

## Съёмочная группа
- Автор сценария: Алла Криницына
- Режиссёр: Алла Криницына
- Оператор: Александр Абадовский
- Композитор: Виктор Копытько
- Художник: Антон Гвоздиков
- Продюсер: Фёдор Попов

## Технические данные
- Цветной, звуковой.
- Премьера в России: 6 декабря 2007 года; на телевидении 22 июня 2008 года.